# Wilfried Schlüter
Wilfried Schlüter (* 28. Januar 1935 in Königsberg) ist ein deutscher Rechtswissenschaftler und ehemaliger Hochschullehrer an der Westfälischen Wilhelms-Universität Münster.

## Leben und Wirken
Schlüter wuchs in der Nähe von Königsberg in Ostpreußen auf. Nach der Vertreibung der Deutschen aus den Ostgebieten nach dem Zweiten Weltkrieg fand seine Familie Zuflucht in Dortmund, wo sein Vater aufgewachsen war und Schlüters Großeltern noch lebten. Am dortigen Humboldt-Gymnasium legte er sein Abitur ab und nahm 1955 an der Universität Göttingen das Studium der Rechtswissenschaften auf. 1957 wechselte Schlüter an die Universität Mainz, wo er im September 1959 sein Erstes Juristisches Staatsexamen ablegte. Anschließend leistete er sein Referendariat ab und war gleichzeitig als wissenschaftlicher Mitarbeiter an der Universität Mainz tätig. Nach seinem Zweiten Staatsexamen in Rheinland-Pfalz im Jahr 1964 widmete er sich voll seiner akademischen Karriere und schloss im selben Jahr in Münster mit der von Hans Brox betreuten Arbeit Die Vertretungsmacht des Gesellschafters und die Grundlagen der Gesellschaft seine Promotion ab. Anschließend war Schlüter zunächst kurz an der Universität Heidelberg tätig, bevor er 1965 wissenschaftlicher Assistent seines Doktorvaters Hans Brox an der Universität Münster wurde. In Münster wurde Schlüter 1971 habilitiert und erhielt die Venia legendi für die Fächer Bürgerliches Recht, Handelsrecht, Arbeitsrecht und Zivilprozessrecht.
Anschließend war Schlüter als „Wissenschaftlicher Rat und Professor“ an der Universität Münster tätig. Nach einer Lehrstuhlvertretung an der Universität Hamburg wurde er zum Sommersemester 1976 ordentlicher Professor an der Freien Universität Berlin. 1980 wechselte Schlüter an die Universität Münster, wo er bis zu seiner Emeritierung 2000 den Lehrstuhl für Bürgerliches Recht, Handelsrecht, Arbeitsrecht und Zivilprozessrecht innehatte. Im Laufe seiner Karriere und auch nach seiner Emeritierung schlossen 93 Doktoranden ihre Promotion unter Schlüters Betreuung ab. Von 1982 bis 1986 war er zudem Rektor der Universität Münster. Außerdem war Schlüter seit 1981 Richter im Nebenamt am Oberlandesgericht Hamm. Seine Forschungsschwerpunkte liegen vor allem im Familien- und Erbrecht. Auch noch nach seiner Emeritierung hielt Schlüter Vorlesungen, insbesondere an seiner alten Universität, aber auch im Baltikum, in Polen und in Südamerika. Des Weiteren ist Schlüter Ehrendoktor der Universitäten Lille und Riga.
Schlüter ist verheiratet und Vater von fünf Kindern.

## Schriften (Auswahl)
- Die Vertretungsmacht des Gesellschafters und die "Grundlagen der Gesellschaft". Heymanns, Köln 1965 (Dissertation).
- Das obiter dictum: Die Grenzen höchstrichterlicher Entscheidungsbegründung, dargestellt an Beispielen aus der Rechtsprechung des Bundesarbeitsgerichts. C.H. Beck, München 1973, ISBN 978-3-406-02282-1 (Habilitationsschrift).
- Neuere Entwicklung im Bereich des Betriebsverfassungsrechts unter Berücksichtigung der jüngsten Rechtsprechung des BAG. Verband der Textilindustrie Westfalen, Münster 1975.
- Vier Jahre höchstrichterliche Rechtsprechung zum personellen, sozialen und wirtschaftlichen Mitbestimmungsrecht. Verband der Textilindustrie Westfalen, Münster 1976.
- Tendenzen der Rechtsprechung des Bundesarbeitsgerichts zum Betriebsverfassungsgesetz. Verband der Textilindustrie Westfalen, Münster 1976.
- Die nichteheliche Lebensgemeinschaft. De Gruyter, Berlin 1981, ISBN 978-3-11-008607-2.
- Elterliches Sorgerecht im Wandel verschiedener geistesgeschichtlicher Strömungen und Verfassungsepochen. Aschendorff, Münster 1985, ISBN 978-3-402-04521-3.
- mit Horst Bartholomeyczik (Begr.): Erbrecht: Ein Studienbuch. 16. Auflage. C.H. Beck, München 2007, ISBN 978-3-406-55712-5.
- Prüfe dein Wissen: Erbrecht. 10. Auflage. C.H. Beck, München 2007, ISBN 978-3-406-55711-8.
- BGB - Familienrecht. 14. Auflage. C.F. Müller, Heidelberg 2012, ISBN 978-3-8114-9853-2.